# Acentronichthys
Acentronichthys is een monotypisch geslacht van straalvinnige vissen uit de familie van de antennemeervallen (Heptapteridae).

## Soort
- Acentronichthys leptos Eigenmann & Eigenmann, 1889